# 貝守真一
貝守 真一（かいもり しんいち）は、日本の財務官僚。

## 来歴
広島県出身。1978年広島県立高等学校を卒業し、神戸税関入庁。財務省大臣官房会計課課長補佐、東海財務局津財務事務所長、福岡財務支局財務主幹、財務省大臣官房企画官を経て、2018年から造幣局さいたま支局長、2019年から北陸財務局長を務めた。

## 略歴
- 1978年4月：大蔵省入省
- 2009年7月：東海財務局津財務事務所長
- 2011年7月：財務省大臣官房会計課監査室長
- 2013年7月：財務省大臣官房会計課会計調査官
- 2015年7月：財務省大臣官房厚生管理官
- 2016年7月：福岡財務支局財務主幹
- 2017年7月：財務省大臣官房企画官
- 2019年7月：北陸財務局長
- 2020年7月：辞職[3]
- 2020年11月：第一生命保険公法人部顧問[4]